# Мельник Яків Васильович
Яків Васильович Мельник (нар. 1 серпня 1943, село Подорожнє, тепер Стрийського району Львівської області) — український радянський діяч, коваль-штампувальник Стрийського вагоноремонтного заводу Львівської області. Депутат Верховної Ради УРСР 9—10-го скликань. 

## Біографія
Освіта середня.
З 1961 року — коваль-штампувальник Стрийського вагоноремонтного заводу Львівської області.
Потім — на пенсії в місті Стрию Львівської області.

## Нагороди
- ордени
- медалі